# Platte (Steinwald)
Die Platte im bayerischen Landkreis Tirschenreuth ist mit 946 m ü. NHN der höchste Berg im Steinwald, einem mächtigen Granitrücken im südlichen Fichtelgebirge. Auf dem Gipfel thront der markante Oberpfalzturm. Er ist über 150 Stufen besteigbar und bietet weite Ausblicke auf das umliegende Gebiet, bei gutem Wetter sind sogar das sächsische Erzgebirge und der Bayerwald zu sehen.

## Oberpfalzturm
Der erste Oberpfalzturm wurde 1972 eingeweiht und im April 1998 wegen Baufälligkeit abgebrochen. Der zweite Oberpfalzturm wurde am 10. September 2000 eingeweiht, er hat eine Gesamthöhe von 35 Metern, die Aussichtsplattform befindet sich auf 30 Meter Höhe.

## Wandern rund um die Platte
Zur Platte führen mehrere Wanderwege. Der wohl bekannteste Weg führt vom Wanderparkplatz Hohenhard (778 m), der Ruine Weißenstein (863 m), der ökumenischen Dreifaltigkeitskapelle und dem Schloßfelsen (913 m) auf dem Steinwaldkamm bis zur Platte. Ein weiterer der zahlreichen Wege beginnt oberhalb des ehemaligen Berggasthofs Zrenner am neuen Informationsportal mit Kinderspielplatz in Pfaben. Dieser führt über den beschilderten Waldlehrpfad am bewirtschafteten Waldhaus (822 m) mit Rotwildgehege und Steinwaldpilz (Unterstellmöglichkeit) vorbei.

## Klima
Auf der Platte fällt der erste Schnee meist schon im Oktober, der letzte im April/Mai. Hier in den Kammlagen geht es rau zu. Der Gesamtniederschlag eines Jahres beträgt 1100 mm, ein Drittel davon fällt als Schnee. Die gemittelte Temperatur im Juli liegt bei ca. 13,5 °C, die mittlere Jahrestemperatur bei rund 4 °C.

## Bilder

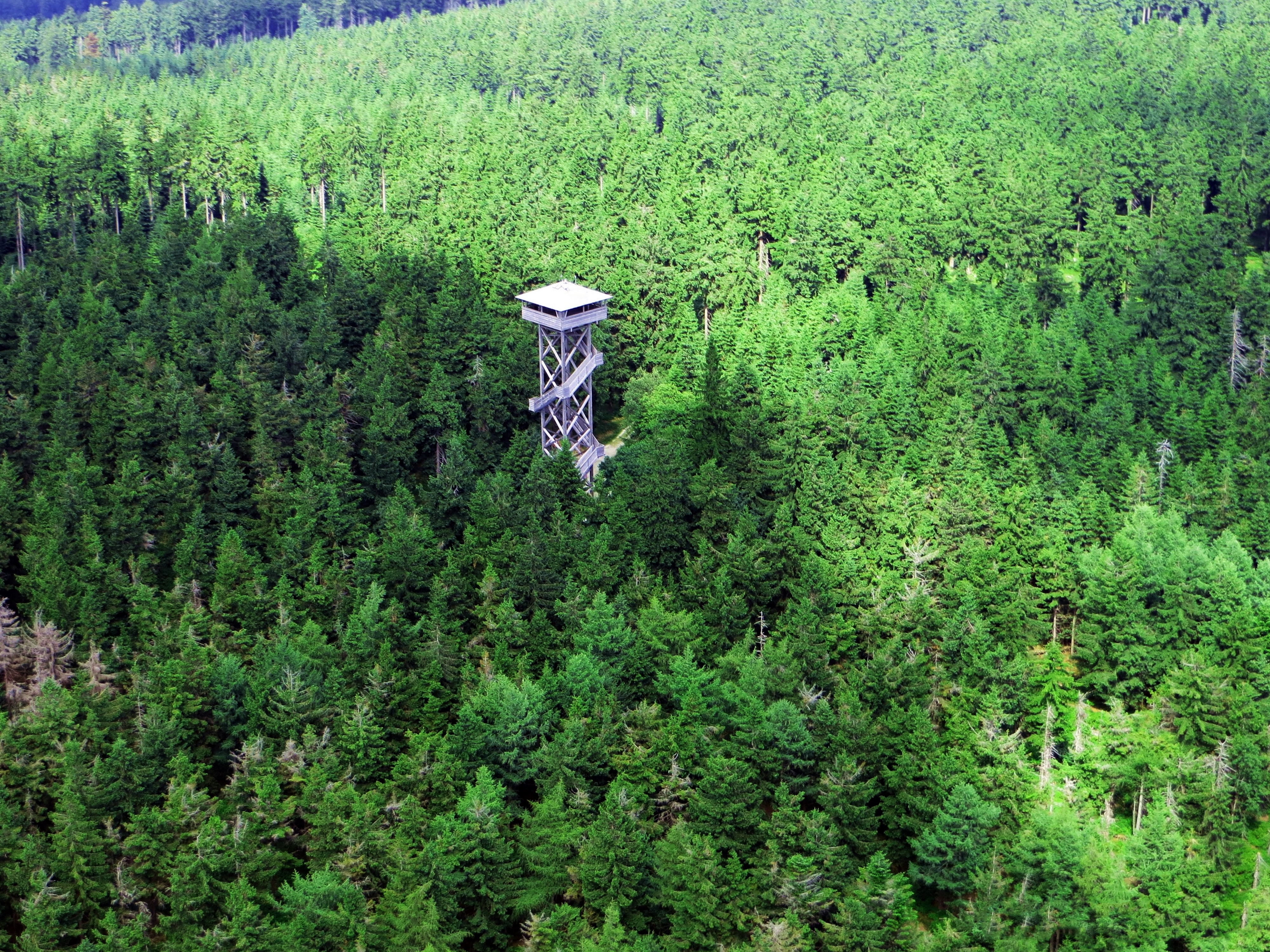
Der Oberpfalzturm aus der Luft
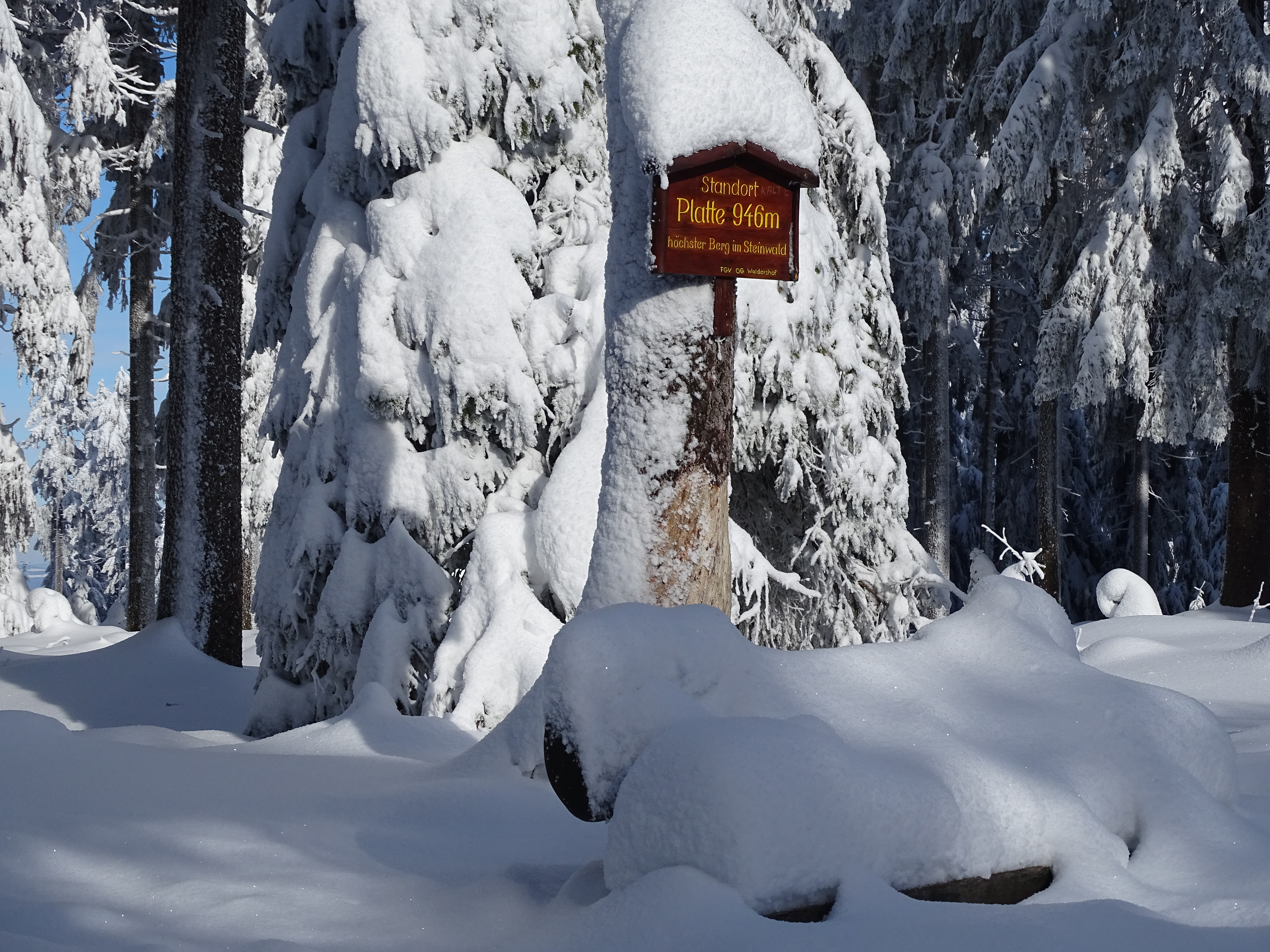
Gipfelschild: Standort Platte 946 m höchster Berg im Steinwald
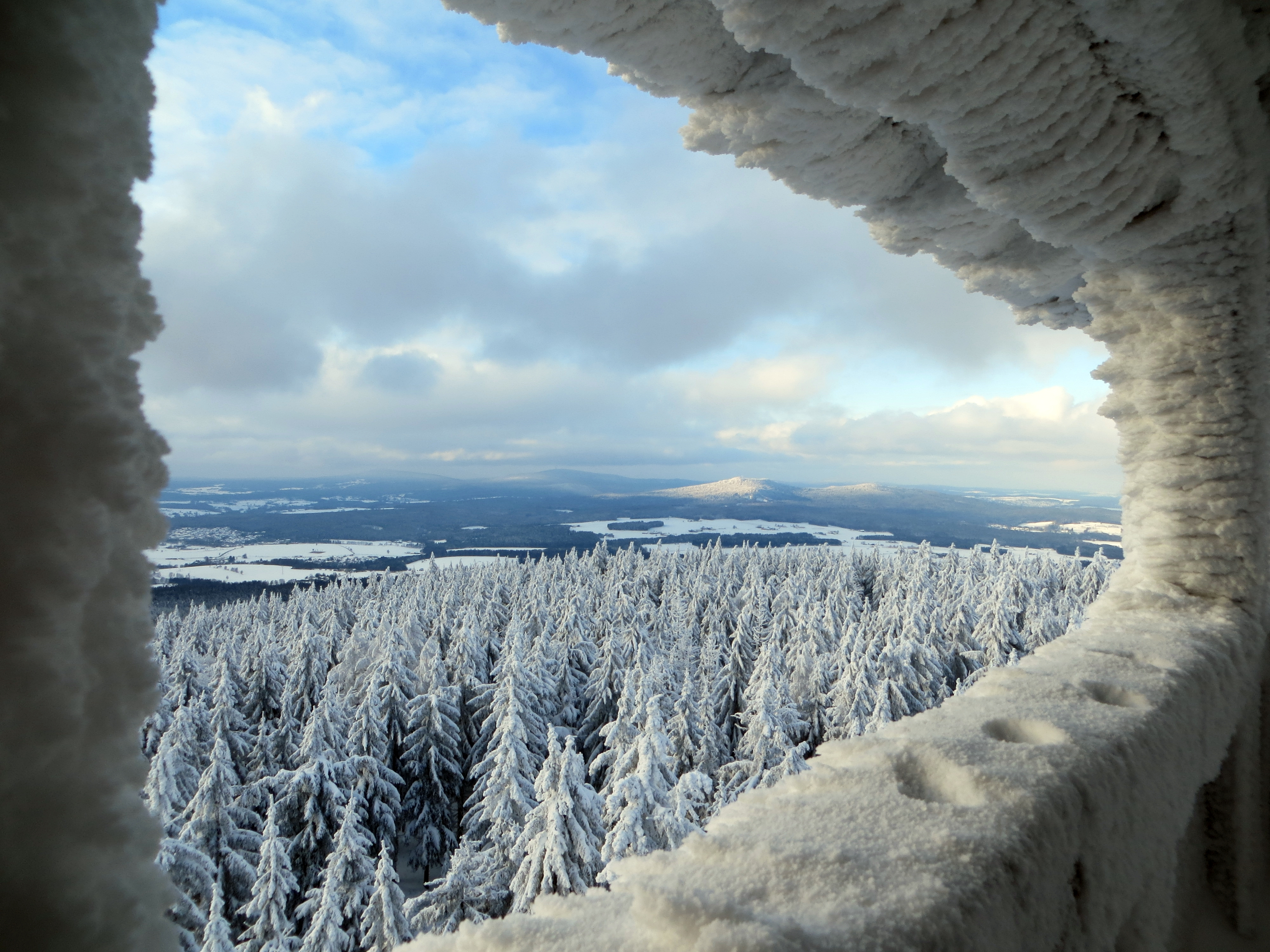
Winter auf der Platte im Steinwald. Blick von der vereisten Plattform des Oberpfalzturms